# آریارن تیتموس
آریارن تیتموس (انگلیسی: Ariarne Titmus؛ زادهٔ ۷ سپتامبر ۲۰۰۰)  شناگر اهل استرالیا است.
وی در مسابقات کشوری و بین‌المللی در مجموع برندهٔ ۱۰ مدال طلا، ۴ مدال نقره، ۵ مدال برنز شده‌است.